# Alta Austria
L'Alta Austria o Austria Superiore (in tedesco: Oberösterreich; in austro-bavarese: Obaöstarreich) è uno dei nove stati federati (Bundesland) dell'Austria. La sua capitale è Linz.

## Geografia fisica
Confina a nord con la Germania (Baviera) e la Repubblica Ceca (Boemia Meridionale), a est con la Bassa Austria, a sud con la Stiria e a sud-ovest con il Salisburghese.
Con una superficie di 11.982 km² (4.626 m²) e 1.453.948 abitanti, l'Alta Austria è il quarto stato austriaco per superficie terrestre e la terza più popolata.

## Amministrazione
Tradizionalmente l'Alta Austria viene suddivisa in quattro aree dette Viertel, il Hausruckviertel, l'Innviertel, il Mühlviertel e il Traunviertel. Attualmente è anche convenzione definire Area centrale dell'Alta Austria (Oberösterreichischer Zentralraum) l'area compresa tra Linz, Eferding, Wels, Steyr e Enns.
Secondo l'attuale suddivisione amministrativa lo stato si divide in 15 distretti, 3 città statutarie e 442 comuni:
Città statutarie
- Linz
- Steyr
- Wels

Distretti
- Braunau am Inn
- Eferding
- Freistadt
- Gmunden
- Grieskirchen
- Kirchdorf an der Krems
- Linz-Land
- Perg
- Ried im Innkreis
- Rohrbach
- Schärding
- Steyr-Land
- Urfahr-Umgebung
- Vöcklabruck
- Wels-Land